# Agutaya, Palawan

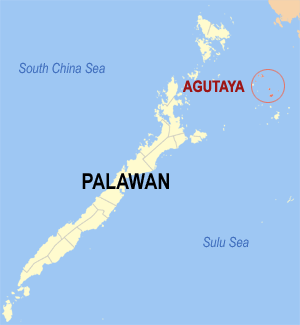
Bản đồ Palawan với vị trí của Agutaya

Agutaya là một đô thị hạng 5 ở tỉnh Palawan, Philippines. Theo điều tra dân số năm 2000, đô thị này có dân số 10.422 người trong 2.040 hộ.

## Barangay
Agutaya được chia thành 10 barangay.
- Algeciras
- Concepcion
- Diit
- Maracanao
- Matarawis
- Abagat (Pob.)
- Bangcal (Pob.)
- Cambian (Pob.)
- Villafria
- Villasol